# Paranthrenopsis polishana
Paranthrenopsis polishana is een vlinder uit de familie wespvlinders (Sesiidae), onderfamilie Tinthiinae.
Paranthrenopsis polishana is voor het eerst wetenschappelijk beschreven door Strand in 1916. De soort komt voor in het Oriëntaals gebied.